# أو. فرانك تاتل
أو. فرانك تاتل (بالإنجليزية: Orville Frank Tuttle) هو عالم معادن ‏ وأستاذ جامعي أمريكي، ولد في 25 يونيو 1916 في أولين في الولايات المتحدة، وتوفي في 13 ديسمبر 1983 في توسان في الولايات المتحدة.